# Natsume (công ty)
Natsume (Nhật: ナツメ) là tên của hai nhà phát hành trò chơi điện tử, Natsume-Atari và Natsume Inc, đã từng là một công ty nhưng hiện đã hoàn toàn tách biệt nhau.
Natsume Co-Ltd. thành lập tại Nhật Bản vào ngày 20 tháng 10 năm 1987. Năm 1988, công ty thành lập một chi nhánh ở Hoa Kỳ lấy tên là Natsume Inc. Năm 1995, Natsume Inc. tách ra từ Natsume Co-Ltd. để trở thành một công ty độc lập. Cái tên "Natsume" được cả hai công ty ở quốc gia của họ giữ lại. Năm 2013, Natsume Co-Ltd. đổi tên thành Natsume-Atari sau đó sáp nhập với công ty con Atari. Cũng trong năm 2013, Natsume Inc. (công ty Hoa Kỳ) đã khánh thành một chi nhánh ở Nhật Bản có tên là Natsume Inc. Japan mà không có mối liên hệ nào với công ty mẹ trước đây.
Natsume-Atari có trụ sở tại Shinjuku, Tokyo, Nhật Bản và nổi tiếng với việc phát triển các tựa trò chơi điện tử và trò chơi di động cấp phép độc quyền. Natsume Inc. nằm ở Burlingame, California  và nổi tiếng với việc xuất bản các trò chơi độc đáo, theo định hướng gia đình, chẳng hạn như Harvest Moon và Reel Fishing.

## Sản phẩm
Trong kỷ nguyên NES và SNES, Natsume-Atari đã phát triển rất nhiều tựa trò chơi điện tử, thường là cấp phép độc quyền, chẳng hạn như Power Rangers. Natsume Inc xuất bản một loạt các game, bao gồm cả những tựa do Natsume-Atari phát triển, chẳng hạn như S.C.A.T., Wild Gunsvà Shadow of the Ninja. Natsume cũng phát hành trò chơi cho SNES như Pocky & Rocky, Lufia II: Rise of the Sinistrals. Natsume Co., Ltd. cũng phát triển loạt Medarot cho đến khi thời đại GBA kết thúc, và Natsume Inc. cũng xuất bản một số game ra thị trường bên ngoài Nhật Bản.
Một lượng lớn các sản phẩm của Natsume Co., Ltd. là trò chơi điện tử phát triển cho các nhà xuất bản khác. Một số khách hàng lớn nhất của công ty trong những năm qua bao gồm Imagineer, Bandai, THQ và Taito. Hầu hết các trò chơi điện tử của Natsume Co., Ltd., với tư cách là nhà sản xuất phụ, đều là những tựa trò chơi gốc, nhưng đôi khi hãng cũng phát triển một số bản chuyển thể. Cụ thể như Taito, thuê ngoài phát triển ba trong số các bản chuyển thể Sega Master System cho Natsume Co., Ltd.: Sagaia, Renegade và Special Criminal Investigation.
Từ cuối thời đại Super NES cho đến cuối năm 2014, Natsume Inc. nổi lên với việc xuất bản loạt Story of Seasons ở Bắc Mỹ. Trò chơi cuối cùng trong loạt mà họ xuất bản là Harvest Moon: A New Beginning cho Nintendo 3DS. Vào năm 2015, nhà phát triển của loạt, Marvelous AQL, đã đưa ra trò chơi tiếp theo trong loạt, Story of Seasons, đến Bắc Mỹ qua công ty con của họ là Xseed Games, kết thúc mối quan hệ với Natsume. Kể từ đó, Natsume đã phát hành trò chơi của riêng họ dưới tên Harvest Moon, bắt đầu với Harvest Moon: The Lost Valley , tiếp tục với Harvest Moon: Seeds of Memories và Harvest Moon: Skytree Village.
Natsume cũng điều hành một cửa hàng eBay, bán bản sao các trò chơi cũ được niêm phong trong bao bì gốc, thu thập từ phòng lưu trữ tại công ty họ. Tại phiên đấu giá, công ty đã bán một bản sao còn nguyên niêm phong của Pocky & Rocky với giá hơn 1.600 đô la.

## Các bộ phận trong công ty
Natsume Co., Ltd. trước đây là công ty mẹ của Natsume Inc., thành lập vào tháng 5 năm 1988. Mặc dù bắt đầu thành lập vào năm 1988, nhưng Natsume Inc. đã xuất bản các trò chơi điện tử vào năm 1990.
Năm 1995 Natsume Inc. đã tự tách ra khỏi công ty mẹ, tự sở hữu và điều hành.
Vào tháng 10 năm 2002, Natsume Co Ltd thành lập công ty kinh doanh panchiko gọi là Atari Inc. (không phải Công ty trò chơi Atari của Mỹ) ở Osaka, chuyên về phát triển các máy giật xèng và pinball.
Vào ngày 6 tháng 5 năm 2005, Natsume Solution bắt đầu hoạt động ở Shinjuku. Bộ phận này chuyên về phát triển trang web, cung cấp giải pháp/dịch vụ di động và phát triển hệ thống web.
Ngày 1 tháng 3 năm 2006, Natsume Solution hợp nhất với Evolve. Trong khi đó, Natsume Inc. tự mở một xưởng phát triển lấy tên là Natsume Inc. Japan.
Natsume Co., Ltd. đổi tên thành Natsume-Atari từ năm 2013, và không kết nối trực tiếp với Natsume Inc. hay công ty con của nó là Natsume Inc. Japan. Mặc dù công ty đã tách ra, Natsume-Atari và Natsume Inc. vẫn thỉnh thoảng tiếp tục hợp tác sau đó.

## Công việc
Danh sách này không đầy đủ, bạn cũng có thể giúp mở rộng danh sách.

### Trước khi tách khỏi Natsume
Đây là những trò chơi được xuất bản trong khi Natsume Inc., vẫn hoạt động như một công ty con của Natsume Co., Ltd. Natsume Inc. sẽ chỉ xuất bản các trò chơi của Natsume Co., Ltd cho đến khi trở thành công ty độc lập vào giữa những năm 90.

#### Nintendo Entertainment System
Phát triển
- Chōjin Sentai Jetman (鳥人戦隊 ジェットマン)
- Heroes of the Lance
- Idol Hakkenden (アイドル八犬伝)
- The Jetsons: Cogswell's Caper!
- Mitsume ga Tooru (The Three-Eyed One)
- Power Blade
- Power Blade 2
- Shatterhand
- Touhou Kenbun Roku[12]

Phát triển, JP Phát hành
- Abadox
- Chaos World (カオスワールド)
- Dragon Fighter
- Dungeon Magic: Sword of the Elements

Phát triển, JP/US Phát hành
- S.C.A.T.: Special Cybernetic Attack Team
- Shadow of the Ninja

#### MSX
Phát triển, JP Phát hành
- Mitsume ga Tooru: The Three-Eyed One Comes Here

#### Game Boy
Phát triển, JP/US Phát hành
- Amazing Penguin
- Spanky's Quest
- Tail 'Gator

Phát triển
- Ninja Gaiden: Shadow

#### Super NES
Phát triển, JP/US Phát hành
- Pocky & Rocky
- Pocky & Rocky 2
- Spanky's Quest
- Wild Guns

Phát triển, US Phát hành
- Natsume Championship Wrestling

Phát triển
- Zennihon Pro Wrestling (全日本プロレス)
- Ghost Sweeper Mikami: Joreishi ha Nice Body
- Mighty Morphin Power Rangers (phiên bản SNES)
- The Ninja Warriors (SNES)

#### Sega Master System
Phát triển
- Sagaia
- Special Criminal Investigation
- Renegade

### Natsume-Atari / Natsume Co., Ltd.
Natsume-Atari, trước đây là Natsume Co., Ltd, chủ yếu hoạt động như một nhà phát triển kể từ khi tách khỏi Natsume Inc. - mặc dù hãng cũng đã xuất bản một số trò chơi, đáng chú ý là loạt Medarot.

#### Super NES
Phát triển
- The Ninja Warriors
- Mighty Morphin Power Rangers: The Fighting Edition
- Shin Kidō Senki Gundam Wing: Endless Duel (新機動戦記ガンダムＷ Ｅｎｄｌｅｓｓ Ｄｕｅｌ)
- Power Rangers Zeo: Battle Racers
- Gekisō Sentai Carranger: Zenkai! Racer Senshi
- Wild Guns
- Mighty Morphin Power Rangers
- Might Morphin Power Rangers: The Movie

#### Game Boy
- Medarot: Kuwagata Version
- Medarot: Kabuto Version
- Medarot: Parts Collection
- Medarot: Parts Collection 2

#### Game Boy Color
Phát triển
- Hole in One Golf (phát hành bởi Natsume Inc.)
- Keitai Denjū Telefang
- WWF WrestleMania 2000
- Dragon Dance
- Power Rangers Lightspeed Rescue
- Tony Hawk's Pro Skater
- Tony Hawk's Pro Skater 2
- Croc 2
- Power Rangers Time Force
- The Land Before Time
- Action Man: Search for Base X

#### Game Boy Advance
Phát triển
- Shaun Palmer's Pro Snowboarder
- WWF Road to WrestleMania
- Medarot Navi
- Power Rangers: Wild Force
- Buffy the Vampire Slayer: Wrath of the Darkhul King
- Power Rangers Ninja Storm
- Power Rangers: Dino Thunder
- Power Rangers S.P.D.
- WWE Survivor Series
- Keitai Denjū Telefang II
- WWE Road to WrestleMania X8
- Medabots (Natsume Inc. phát hành)
- Medabots AX(Natsume Inc. phát hành)

#### GameCube
Phát hành
- Medabots Infinity

#### Nintendo DS
Phát hành
- Fullmetal Alchemist: Dual Sympathy
- Nicktoons: Battle for Volcano Island
- Kirby: Squeak Squad
- Nicktoons: Attack of the Toybots
- SpongeBob SquarePants featuring Nicktoons: Globs of Doom
- Kamen Rider: Dragon Knight

#### Xbox 360
Phát hành
- Omega Five (Xbox Live Arcade)

### Natsume Inc.
Đây là những trò chơi do Natsume Inc. xuất bản và/hoặc được phát triển bởi công ty con tại Nhật Bản sau khi trở thành công ty độc lập với Natsume Co., Ltd.
Hầu hết các trò chơi này đều chỉ do Natsume ở Bắc Mỹ xuất bản, mặc dù một số đã đến châu Âu dưới tên Natsume thông qua thỏa thuận phân phối với các công ty châu Âu, và một số bản phát hành kỹ thuật số là do Natsume ở châu Âu tự xuất bản.

#### Super NES
Phát hành
- Casper
- Lufia II: Rise of the Sinistrals
- Harvest Moon

#### Sega Saturn
Phát hành
- Highway 2000
- Virtual Casino

#### Nintendo 64
Phát hành
- Harvest Moon 64

#### PlayStation
Phát hành
- Lode Runner
- Reel Fishing
- Bust-A-Move 4
- Burstrick Wake Boarding
- Turnabout
- Blockids
- Reel Fishing II

NA Phát hành
- Harvest Moon: Back to Nature
- Skydiving Extreme
- Gekioh Shooting King
- Tetris Plus

#### PlayStation 2
Phát hành
- Harvest Moon: Save the Homeland
- Metropolismania
- Metropolismania 2
- Reel Fishing III
- Harvest Moon: A Wonderful Life Special Edition
- River King: A Wonderful Journey
- Ruff Trigger: The Vanocore Conspiracy
- Innocent Life: A Futuristic Harvest Moon Phiên bản đặc biệt
- Chulip

#### Game Boy
Phát hành
- Casper
- Harvest Moon GB
- Legend of the River King

#### Game Boy Color
Phát triển/Phát hành
- Lufia: The Legend Returns (đồng phát triển với Neverland)

Phát hành
- Harvest Moon 2
- Harvest Moon 3
- Hole in One Golf (developed by Natsume Co., Ltd.)
- Legend of the River King
- Legend of the River King 2'

#### Game Boy Advance
Phát hành
- Car Battler Joe
- CIMA: The Enemy
- Pocky & Rocky with Becky
- Harvest Moon: Friends of Mineral Town
- Gundam SEED: Battle Assault
- Harvest Moon: More Friends of Mineral Town
- Medabots (Natsume Co., Ltd phát triển)
- Medabots AX (Natsume Co., Ltd phát triển)
- Wizardry Summoner (Chưa phát hành)

#### GameCube
Phát hành
- Harvest Moon: A Wonderful Life
- Harvest Moon: Another Wonderful Life
- Harvest Moon: Magical Melody
- Medabots Infinity'

#### Nintendo DS
Phát hành
- Freedom Wings
- Puzzle de Harvest Moon
- Hi Hamtaro! Little Hamsters Big Adventure
- Princess Debut
- Harvest Moon: Sunshine Islands[13]
- Lufia: Curse of the Sinistrals[14]
- Rune Factory: A Fantasy Harvest Moon
- Harvest Moon DS
- Harvest Moon DS Cute
- Harvest Moon: Island of Happiness
- Harvest Moon: Frantic Farming
- Rune Factory 2: A Fantasy Harvest Moon
- Harvest Moon DS: Sunshine Islands
- Harvest Moon DS: Grand Bazaar
- Rune Factory 3: A Fantasy Harvest Moon
- Harvest Moon DS: The Tale of Two Towns
- Witch's Wish
- Cheer we Go
- River King: Mystic Valley

#### iPhone và iPod Touch
Phát triển/Phát hành
- Harvest Moon: Frantic Farming
- Cheer we Go

Phát triển
- Gabrielle's Zombie Attack[15]
- Gabrielle's Sweet Defense
- Gabrielle's Monster Match
- Ninja Climb
- Reel Fishing Pocket

#### PlayStation Portable
Phát hành
- Adventures To Go!
- Carnage Heart EXA
- Harvest Moon: Boy & Girl
- Harvest Moon: Hero of Leaf Valley
- Innocent Life: A Futuristic Harvest Moon
- Mystic Chronicles
- Reel Fishing: The Great Outdoors

#### Wii
Phát hành
- Animal Kingdom: Wildlife Expedition[16]
- Gabrielle's Ghostly Groove: Monster Mix (WiiWare)
- Harvest Moon: Animal Parade[13]
- Harvest Moon: My Little Shop (WiiWare)[16]
- Harvest Moon: Tree of Tranquility
- Moki Moki (WiiWare)
- Reel Fishing Angler's Dream
- Reel Fishing Challenge (WiiWare)
- Reel Fishing Challenge II (WiiWare)
- Reel Fishing: Ocean Challenge (WiiWare)

#### PlayStation 3
Phát hành
- Afrika
- Rune Factory: Tides of Destiny

#### Nintendo 3DS
Phát triển
- Gabrielle's Ghostly Groove 3D
- Reel Fishing Paradise 3D

Phát hành
- Brave Tank Hero
- Gotcha Racing
- Hometown Story
- Harvest Moon: The Tale of Two Towns 3D
- Harvest Moon: A New Beginning
- Harvest Moon: The Lost Valley
- Harvest Moon: Skytree Village
- Yumi's Odd Odyssey

#### PlayStation 4
Phát triển
- Reel Fishing: Road Trip Adventure

Phát hành
- Harvest Moon: Mad Dash

#### Nintendo Switch
Phát triển
- Reel Fishing: Road Trip Adventure

Phát hành
- Harvest Moon: Mad Dash
- Cosmic Defenders